# Erica Campbell
Erica Rose Campbell (n. 12 mai 1981, Deerfield, New Hampshire, SUA) este un fotomodel american.
A apărut fotografiată nudă în nenumărate reviste playboy, fiind clasată pe primele locuri la "Mystique Magazine Model Safari 2003" sau "World Wide Websites" ca "Danni's HotBox" 
Ea este considerată la "Playboy Special Editions" modelul anului 2005. Erica Campbell are un corp bine proporționat având:
- înălțimea de 1,65 m
- greutatea de 56 kg
- ochi albaștri
- părul negru

Pe lângă activitatea ca fotomodel, mai este angajată în acțiuni de tratare și protejare a animalelor.